# U lužického semináře
Ulice U lužického semináře na Malé Straně v Praze vede od Karlova mostu obloukem za Čertovkou k Letenské ulici a Mánesovu mostu. Většina domů zde je památkově chráněna od roku 1964. Název nese podle Lužického semináře, který v těchto místech založili v 1. polovině 18. století bratři Šimonové z Horní Lužice. V ulici se nachází vchod do Vojanových sadů, které obklopuje vysoká zeď právě z ulice U lužického semináře.

## Historický vývoj ulice

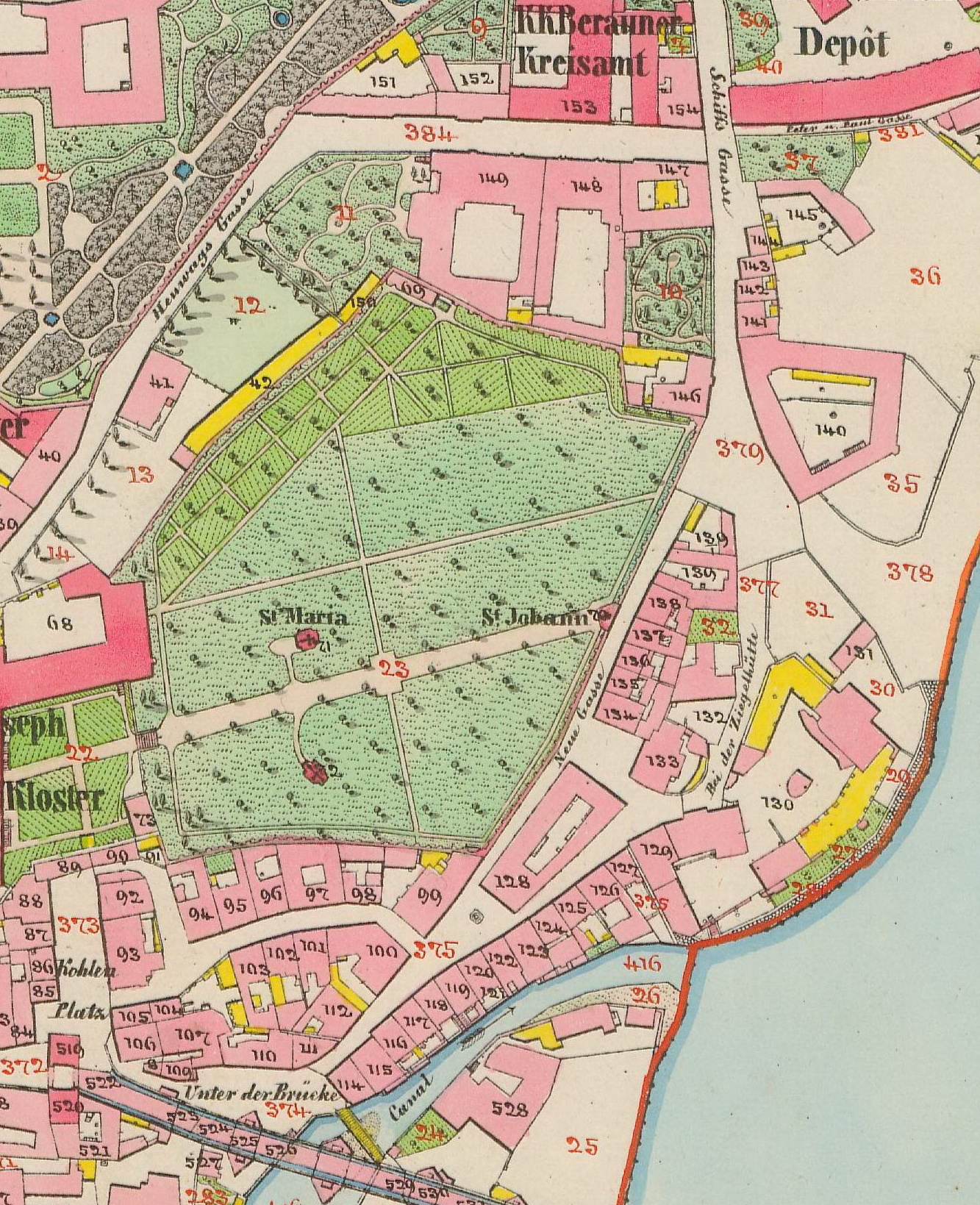
Ulice U lužického semináře na císařském povinném otisku mapy stabilního katastru Čech z roku 1852

Název ulice je odvozen od Lužického semináře, který zde stojí od roku 1728. Ne vždy se však ulice jmenovala U lužického semináře. Dříve nesla název Dolejší Mostecký plácek. Jak dokládají císařské otisky map stabilního katastru Čech z roku 1852, jednotlivé části ulice nesly rozličná pojmenování. Okolí v bezprostřední blízkosti Karlova mostu se nazývalo Pod mostem (Unter der Brücke), a to až k domům čp. 111 a 114 (vychází-li se z číslování domů uvedeném na císařském otisku). Z tohoto místa k domu čp. 139 nesla název Nová ulice (Neue Gasse) a od tohoto bodu směrem k dnešnímu Klárovu Lodní (Schiffs Gasse), někdy se taktéž uvádí Na břehu. Okolí domu čp. 111/44 se říkávalo Plac u staré zbrojnice, jelikož zde sídlila zbrojnice. Později ji vystřídala káznice a nakonec dokonce jatka. Jméno Lužická nesla celá ulice až od roku 1870, U lužického semináře (taktéž U lužického semináře) pak od roku 1947, tedy v takové podobě, jakou má dodnes.

## Budovy

### Dům U Tří pštrosů (čp. 76) – U lužického semináře 1
Pozdně renesanční dům z konce 16. století s fragmenty renesanční nástěnné malby Daniela Alexia z Květné. Kromě renesančních maleb a sklepů je pro budovu charakteristická i barokní soška Jana Nepomuckého, pravděpodobně z 18. století. Údajně až do těchto míst dříve sahala zahrada arcibiskupského dvora.
Dům U Tří pštrosů bývá nazýván taktéž Fuchsovský, podle majitele Jana Fuchse, obchodníka s pštrosími pery, který dům vlastnil v 16. století. Ten nechal dům přestavět, rozšířit, ale i vyzdobit renesančními malbami. Během švédského obléhání Prahy v roce 1648 byl dům poničen. Roku 1657 jej opravil další z majitelů, Jan Jiří Stublinger z Liebenwerdu, který dům zakoupil již v roce 1630. Kromě opravy byla budova rozšířena nejen o 3. patro, ale i o významné štíty. V 70. letech 20. století proběhla kompletní rekonstrukce domu na hotel, který je v provozu dodnes.
Údajně zde v 1. polovině 18. století otevřel první pražskou kavárnu Armén Georgius Deodatus. Později se přesunul do domu U Zlatého hada na Starém Městě. 

### Dům U Zlatého kloboučku (čp. 77) – U lužického semináře 3
Dům U Zlatého kloboučku, též U Modrého lva či dům Kotlářovský, je renesanční dvoukřídlý měšťanský dům z poslední čtvrtiny 16. století. Unikátní je zejména tím, že v gotických sklepech budovy je zastavěn jeden z oblouků Juditina mostu. Gotické jádro domu je dodnes zachováno v obvodovém zdivu severního sklepa.
Renesančně přestavěn a rozšířen byl v 16. století. V této době byl také zastavěn oblouk Juditina mostu. Postupně byly odprodávány části domu, které dnes tvoří samostatné jednotky, konkrétně čp. 78 a 76/3. Jižní křídlo budovy bylo přistavěno v dobách baroka na prvním pilíři Juditina mostu. V klasicistním stylu bylo v 18. století přistavěno 3. patro, upravena vnitřní dispozice pater a fasáda jižního křídla, která představuje nynější podobu. V 60. letech 20. století byl dům zrekonstruován pro ministerstvo dopravy.

### Měšťanský dům (čp. 78) – U lužického semináře 5
Barokní, klasicistně přestavěný měšťanský dům byl původně součástí domu U Zlatého kloboučku (čp. 77/3). Ve sklepě se nachází první oblouk Juditina mostu. Barokní přízemní dům byl vystavěn v 18. století, přidání 1. patra a úprava klasicistní fasády proběhly v 19. století. Do dnešní podoby byl dům upraven v roce 1873, kdy došlo k rozšíření o 2. patro a také k vnitřním úpravám.

### Dům U Zlaté hvězdy (čp. 82) – U lužického semináře 7
Původně složený ze dvou samostatných renesančních domů, západní části domu U Zlatého kloboučku ze 16. století a východní části, domu U Zlaté hvězdy. Ten byl však patrně vystavěn až v 17. století. Roku 1836 došlo podle plánu stavitele Vincence Kulhánka ke zbourání přední části domu U Zlatého kloboučku a propojení s domem U Zlaté hvězdy. V této podobě známe dům dodnes, až na nástavbu dvorního křídla, kterou provedl dle vlastního projektu roku 1855 Václav Duda. V domě U Zlaté hvězdy bydlel František Antonín Zeman, spisovatel, učitel a ředitel měšťanské školy.

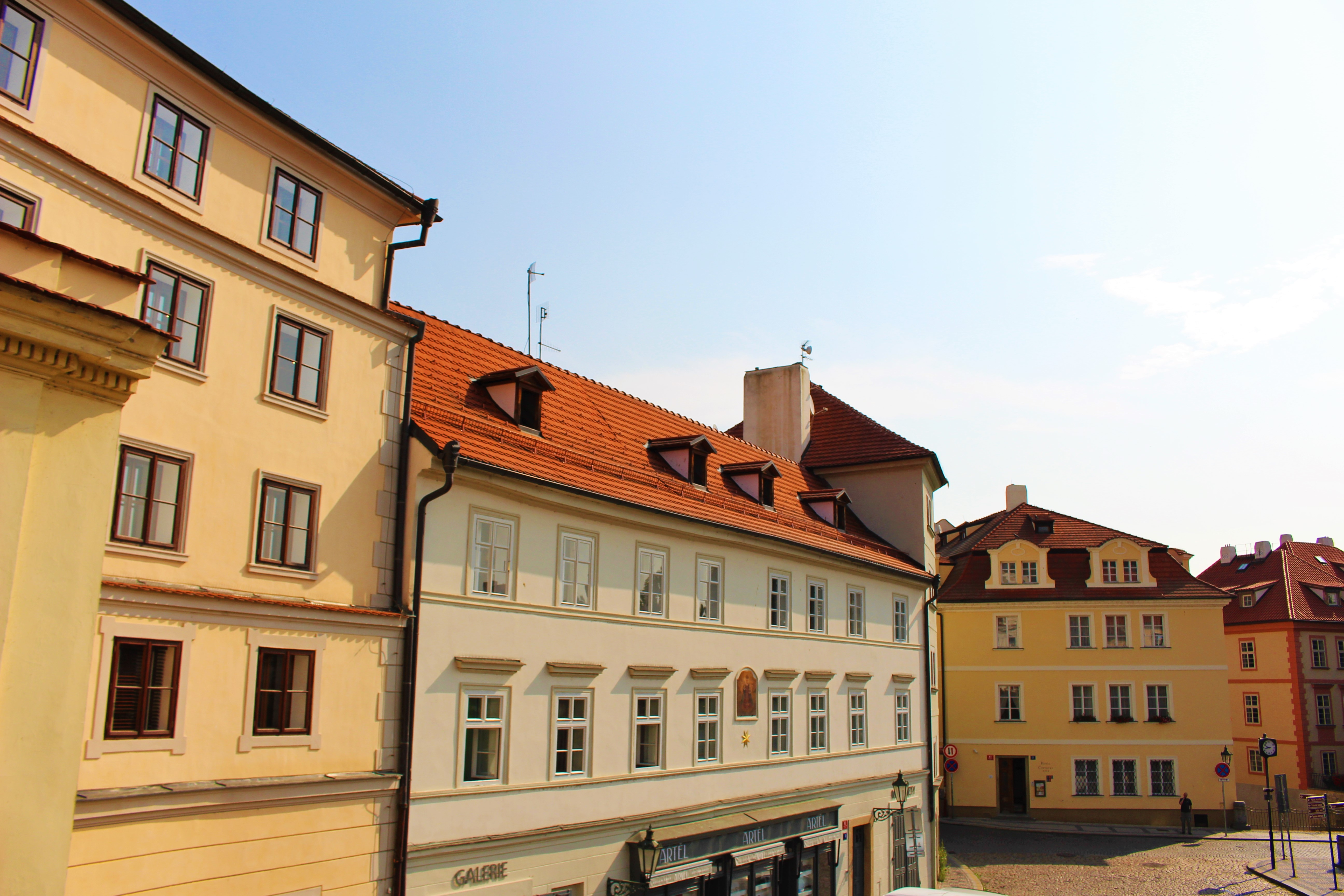
Pohled z Karlova mostu na dům U Zlatého kloboučku, dům U Zlaté hvězdy a na dům U Tichonovských

### Dům U Tří měsíců (čp. 83) – U lužického semináře 9
Dům U Tří měsíců, dříve nazýván Bublův dům, je renesanční novostavba z roku 1583, která byla v 19. století klasicistně upravena podle plánu stavitele A. Landy. Díky zakřivené fasádě vytváří nároží uličního bloku v předpolí Karlova mostu. Právě od tohoto místa byla část ulice pojmenována jako Neue Gasse (Nová ulice).

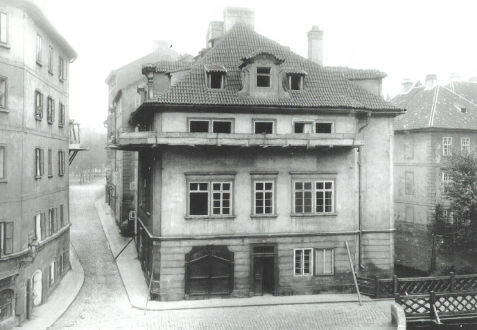
Dům U Tří měsíců na fotografii z roku 1905

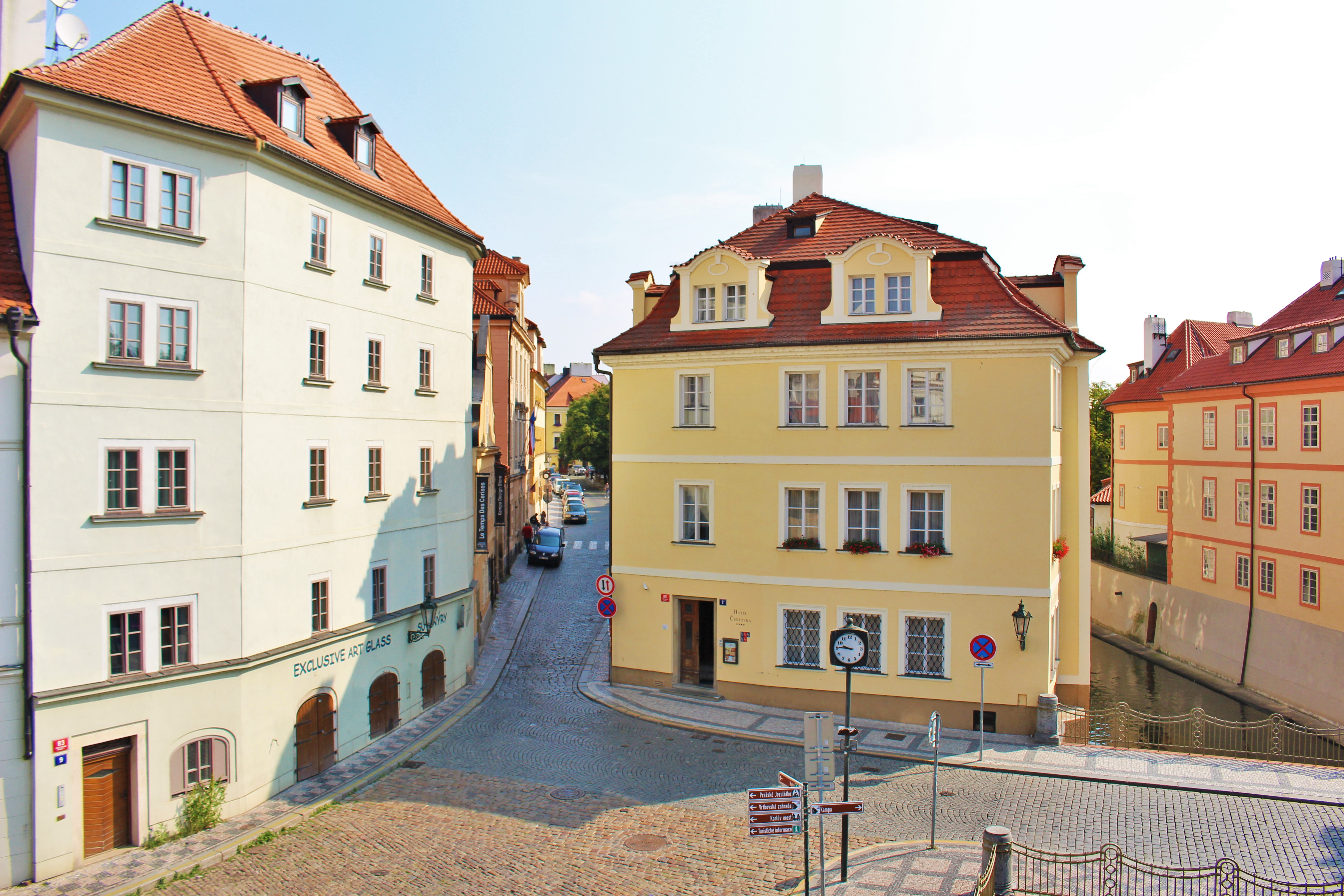
Dům U Tichonovských (vpravo), před kterým stál původní dům U Tří měsíců. Pod stejným názvem je dnes v těchto místech dům U Tří měsíců (na snímku vlevo)

### Dům U Tří měsíců (čp. 84)
Původní dům U Tří měsíců stál naproti tomu dnešnímu (čp. 83/9). Jednalo se o barokní dům, který byl zbourán v roce 1905 ve prospěch rozšíření ulice směrem na Kampu.

### Dům U Tichonovských (čp. 85) – U lužického semináře 2
Dům U Tichonovských, někdy označován také jako dům U Hnědého koníčka nebo U Svatošů. Stejně jako ostatní domy podél Čertovky vznikl v 16. století, a to v místech, kde se dříve rozléhala zahrada arcibiskupského paláce. Ve 30. letech 18. století byl přestavěn na dvoupatrový barokní dům, ke konci století rozšířen o 3. patro a na přelomu 18. a 19. století upraven do klasicistní podoby. Dnes je zde v provozu hotel.

### Dům U Tří růží (čp. 86) – U lužického semináře 11
Dům U Tří růží či U Tří havranů je barokní objekt postavený v letech 1705–1706. Roku 1704 parcelu zakoupili bratři Šimonové z Horní Lužice a založili zde kolej pro lužické studenty teologie. Tomuto účelu dům sloužil až do roku 1728, kdy došlo k dokončení sousední stavby Lužického semináře a tedy i přesunutí do těchto prostorů. Po roce 1728 došlo také ke klasicistním stavebním úpravám v podobě dvorního křídla, ale i k prodeji rodině Demartini. V 19. století byl dům součástí mydlářské manufaktury.

### Dům U Planičků (čp. 87) – U lužického semináře 4
Barokní dům z 1. poloviny 18. století, roku 1800 rozšířen dle návrhu Ignáce Jana Nepomuka Palliardiho o 3. patro v klasicistním stylu. Na průčelí domu se nachází ve štukovém oblamovaném rámu malovaná postava sv. Jana Nepomuckého.

### Dům U Felbrů (čp. 88) – U lužického semináře 6
Barokní stavba z konce 18. století. Záznamy o dřívějších či pozdějších úpravách nejsou dochovány. Informace máme až o změnách v roce 1906, kdy došlo k zastropení dvorku pro potřeby dílny a zasklení pavlače ve dvoře.

### Dům U Červené boty (čp. 89) – U lužického semináře 8
Klasicistně novorenesanční třípatrový dům, který vznikl jako novostavba v letech 1879–1880 podle plánu Františka Václavíka. Původně stál na jeho místě renesanční dvoupatrový a dvoutraktový dům. Dříve údajně dům sloužil jako mýtnice.

### Lužický seminář (čp. 90) – U lužického semináře 13, Míšeňská 1
Barokní budova sloužila v minulosti jako kolej pro studenty z Horní Lužice, kteří odtud docházeli na Malostranské gymnázium či do Klementina na jezuitskou univerzitu. Lužický seminář byl otevřen roku 1728, ačkoli její výstavba začala již v roce 1726. O její vznik se zasadili bratři Šimonové, kněží z Horní Lužice, kteří zde zakoupili v roce 1716 parcelu, na které později vybudovali konvikt. Ačkoli neexistují dokumenty o přestavbě, mluví se o významné úpravě průčelních fasád v 60.–70. letech 18. století, která bývá připisována Kiliánu Ignáci Dientzenhoferovi na základě srovnání s jinými architektonickými počiny na Malé Straně (které jsou však mnohdy také jen domněnkami).
Jedná se o dvoukřídlou budovu se hlavním průčelím obracejícím se do ulice U lužického semináře, boční a zadní fasádou do ulice Míšeňské a zbývající fasádou do nepravidelného dvorku. Na nároží je umístěna socha sv. Petra lužickosrbského sochaře Matouše Václava Jäckla, symbolizující paralelu s kapitulou v Budyšíně. Dveře jsou původní, a to včetně nadsvětlíku. Ve třech osách risalitu jsou zvlněné nadokenní římsy v podobě trženého lichoběžníků, který kryje kartuš s chronogramem.
V Lužickém semináři byl roku 1846 založen první slovanský studentský spolek Serbowka v Praze významný pro rozvoj lužických Srbů, jak dokládá dvojjazyčná pamětní deska umístěná na fasádě domu. Na ní se můžeme dočíst taktéž o samotném vzniku semináře. Jako lužický odkaz zde také dodnes sídlí Hórnikova knihovna, která se specializuje na sorabika. Stavba disponuje ještě jednou deskou, a tou je směrovka (dnes bohužel v nečitelném stavu) na rohu Míšeňské ulice obsahující nápis СМИХОВ, tedy v azbuce Smíchov. Jedná se o připomínku květnových dní roku 1945.

V současnosti v budově sídlí Společnost přátel Lužice, kancelář svobodného státu Sasko v Praze a Národní akreditační úřad pro vysoké školství.

Lužický seminář
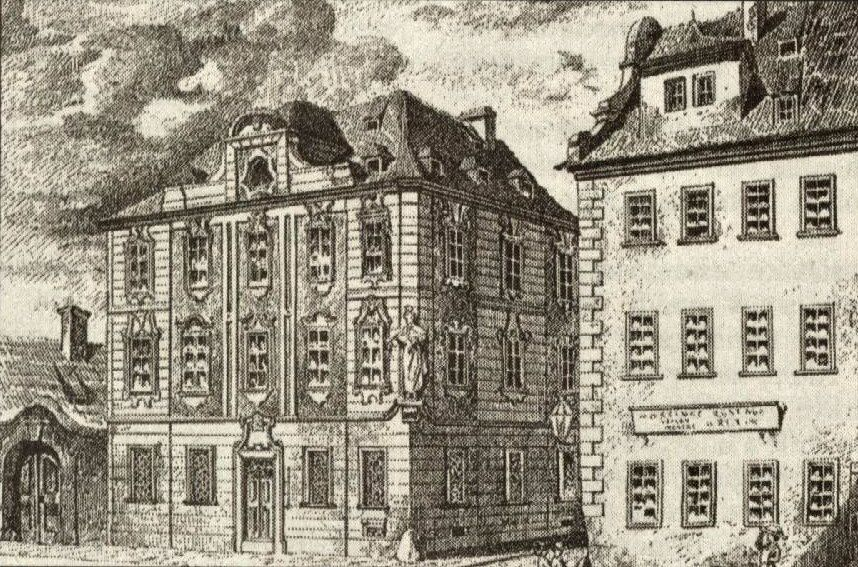
Historické vyobrazení Lužického semináře
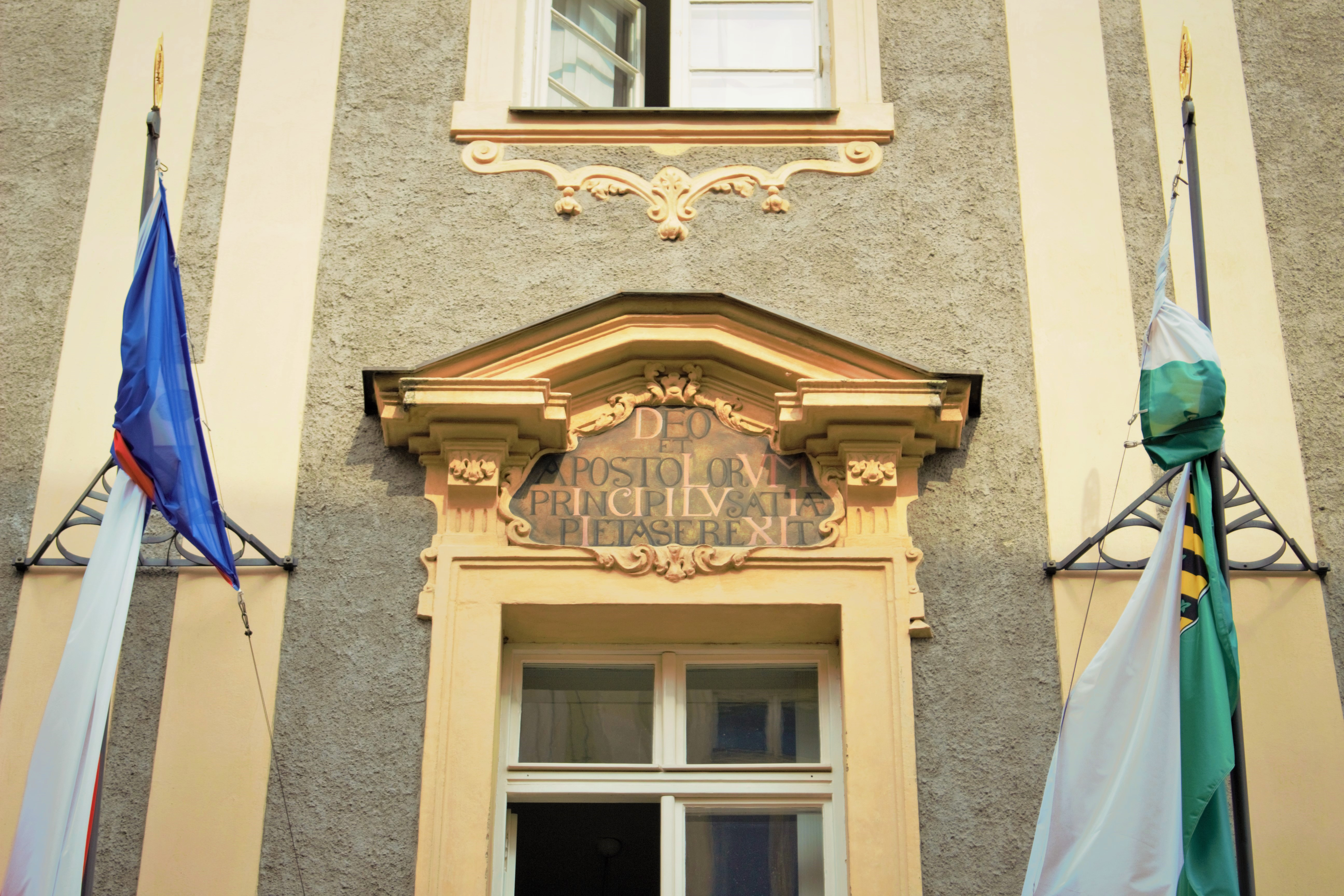
Kartuš s chronogramem
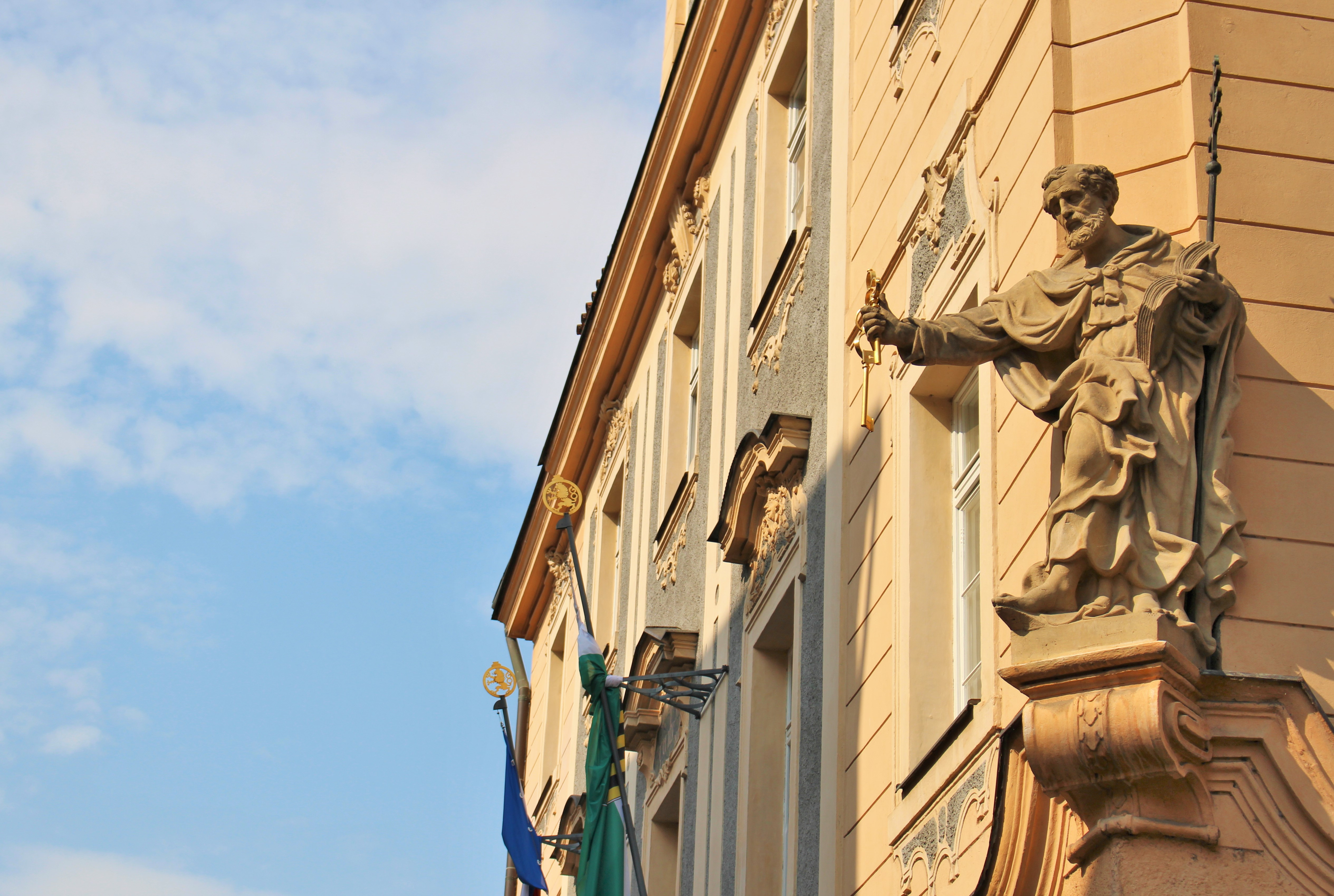
Socha sv. Petra Matouše Václava Jäckela na nároží budovy
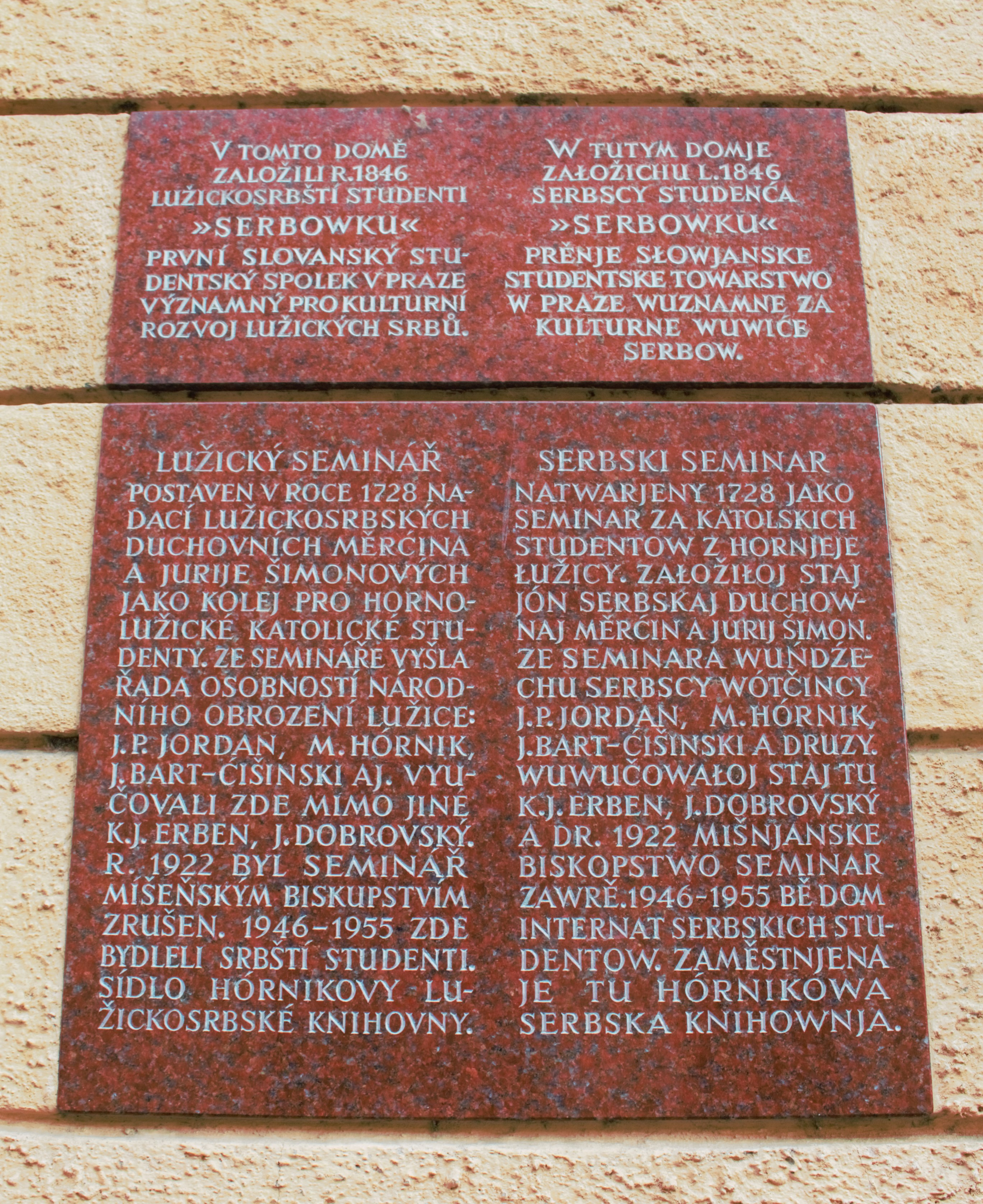
Pamětní deska na fasádě domu
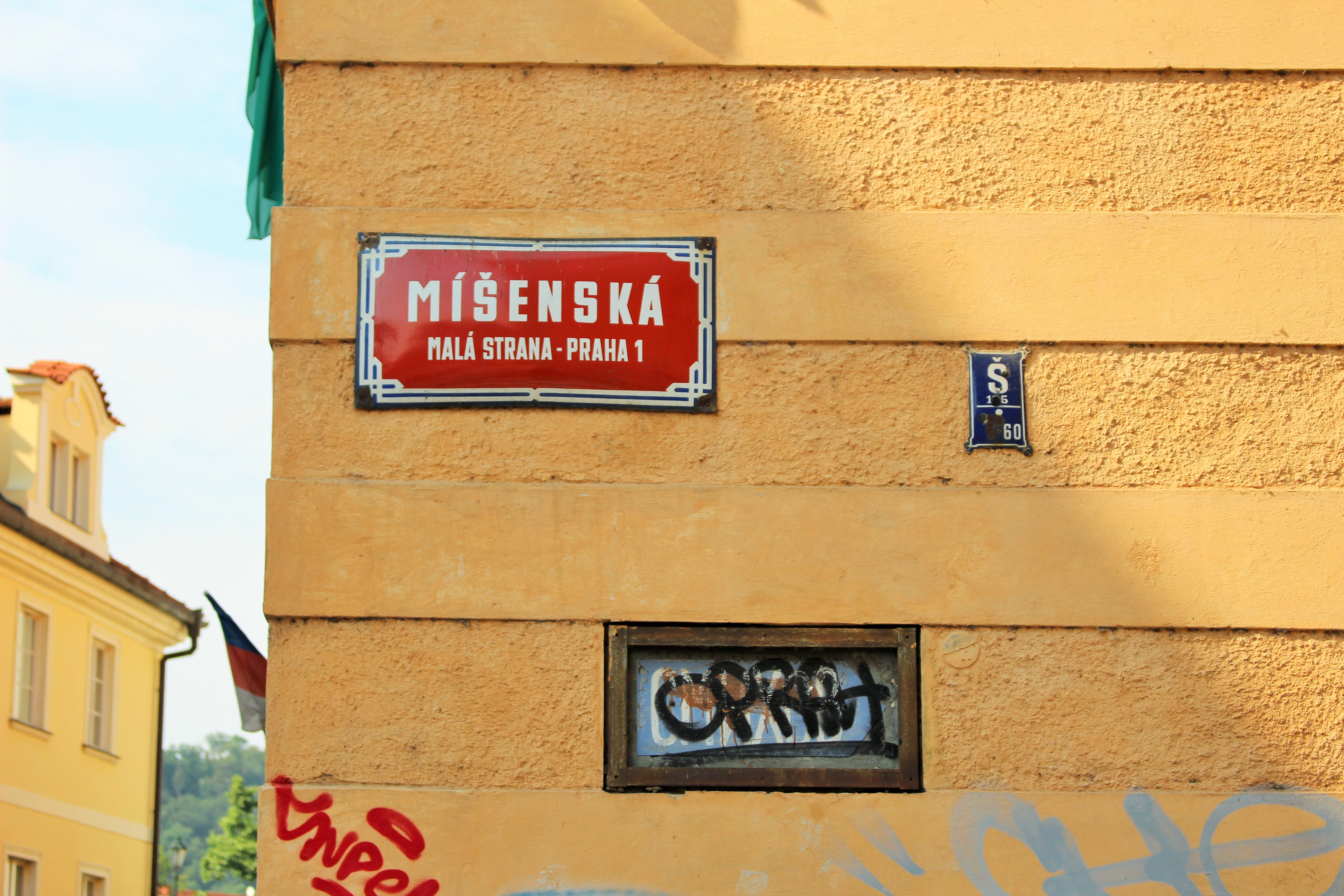
Směrovka s nápisem СМИХОВ (Smíchov) na budově Lužického semináře

### Měšťanský dům (čp. 91) – U lužického semináře 10
Klasicistní novostavba z roku 1843 vídeňského architekta Martina Hausknechta.

### Thunovský dům (čp. 92) – U lužického semináře 15, Míšeňská 2
Thunovský dům, také Vysoký či Panský dům, je pozdně renesanční stavba z počátku 17. století na nároží ulic U lužického semináře a Míšeňské, která byla později barokně rozšířena a klasicistně upravena do dnešní podoby. V 90. letech 20. století proběhla rekonstrukce, během níž byly strženy pavlače.
Podle dostupných informací byl dříve v Thunovském domě hostinec:
"Vedle jest Lužický semináře při Míšeňské ul., za níž č. 92-15 jest hospoda v panském či vysokém domě. Býval tu dům roku 1660 Víta de Verni, pak hrab. Thuna, a zahrada jeho se táhla k záp. do nynější ulice Míšeňské. Za Schallera tu bydlil znamenitý kamenorytec Jan Kaulfuss. Za ním jest vysoká zeď zahrady Angl. panen a na ní jediná oasa na dlouhé, nepěkné stěně proti č. 110-42 nad zavřenými vraty socha sv. Josefa. Domy na východní straně všecky sahají vzadu k Čertovce a jsou s té strany velmi malebné." 

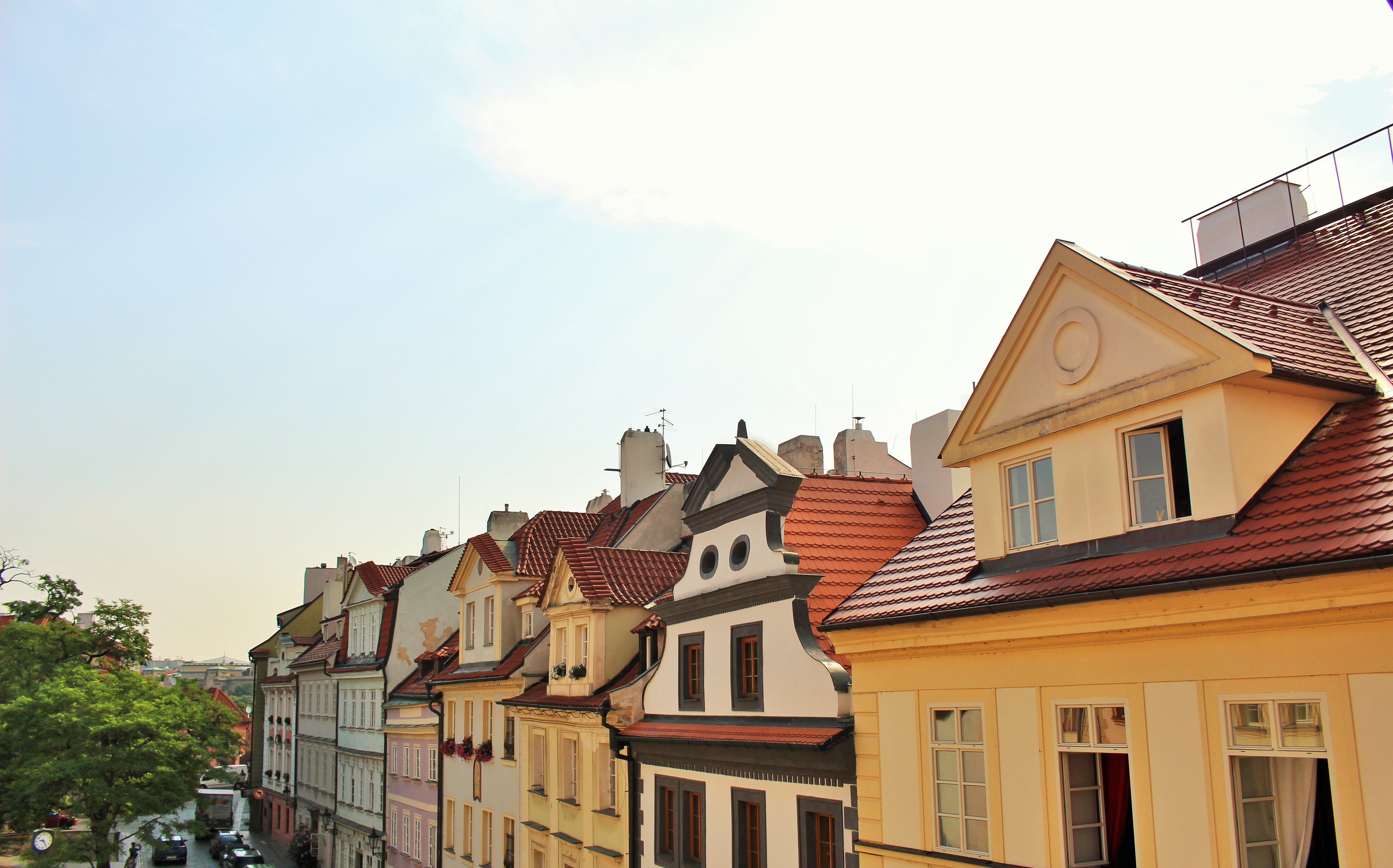
Pohled na budovy v ulici z Lužického semináře

### Dům U Brykců (čp. 93) – U lužického semináře 12
Renesanční dům již ze 2. poloviny 16. století, upravený na počátku 17. století do pozdně renesanční podoby, která byla ponechána. Jedná se o jednu z nejstarších budov ulice.

### Dům U Tří kaprů (čp. 94) – U lužického semináře 14
Vrcholně barokní stavba z 1. poloviny 18. století vzniklá na základech obvodového zdiva a klenby sklepa ze 2. poloviny 16. století. V pozdním klasicismu bylo upraveno průčelí domu.

### Dům U Tří zelených křížků (čp. 95) – U lužického semináře 16
Stavba ze 2. poloviny 16. století. Původně vznikl jako součást domu čp. 97/III, k rozdělení došlo v 17. století. Roku 1934 prošel dům kompletní rekonstrukcí, při které bylo ponecháno pouze původní průčelí domu.
Dům U Tří zelených křížků nebyl jen bydlištěm Anny Holinové, první lásky Jana Nerudy, ale také významným místem diskuzí předních českých literátů (viz kapitola Literární život v ulici U lužického semináře).

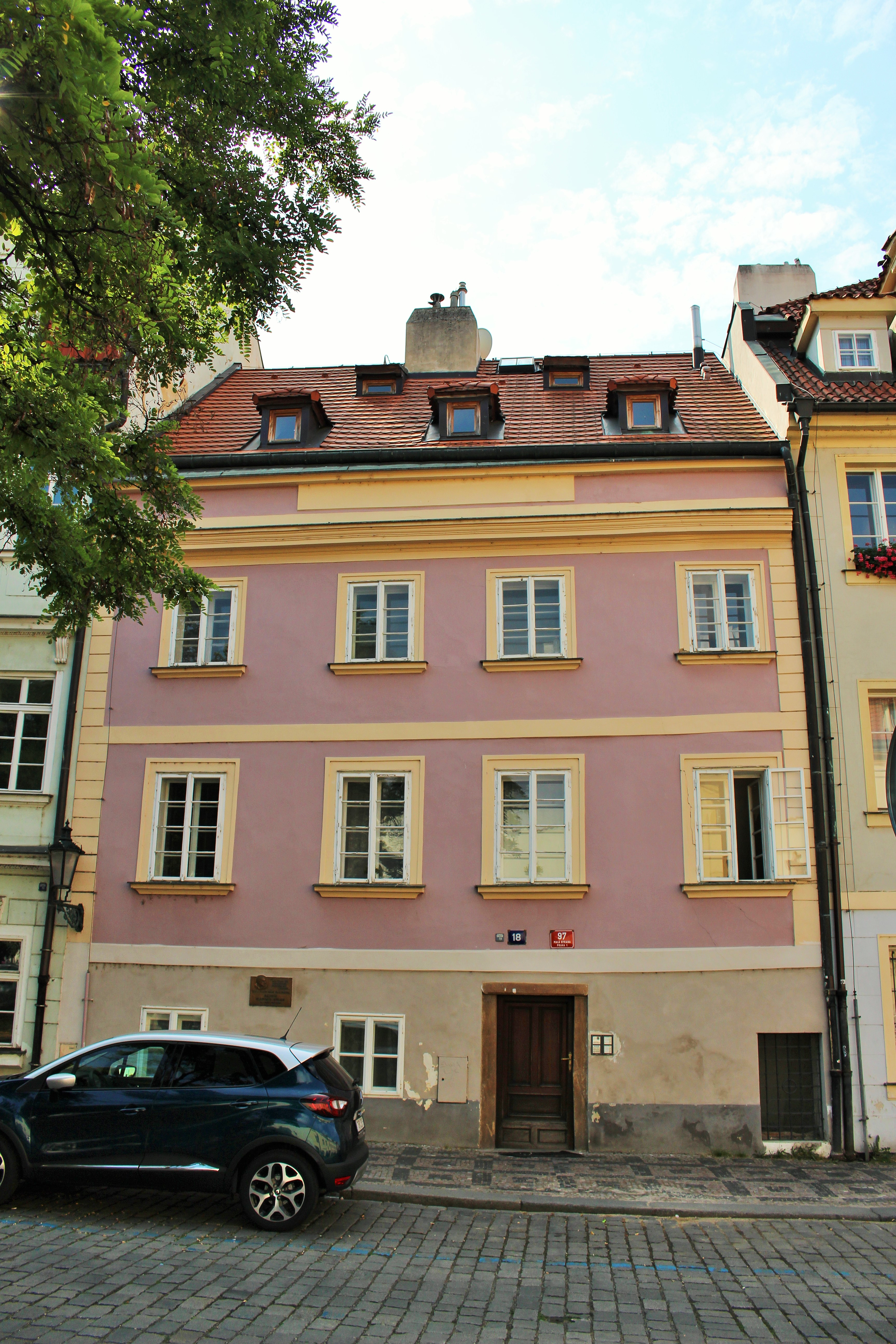
Dům U Krucifixu (čp. 97)

### Velký Jelenovský dům (čp. 96)

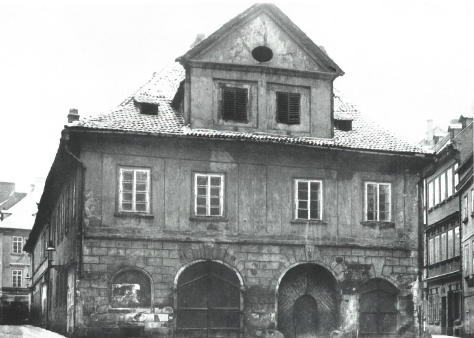
Velký Jelenovský dům na fotografii z roku 1888

Velký Jelenovský dům byl zbourán roku 1888 a na jeho místě postaven park, který je zde i dnes. Jednalo se o čtyřkřídlou barokní budovu. V 17. století ji údajně vlastnil Viktorin z Valdštejna.

### Dům U Krucifixu (čp. 97) – U lužického semináře 18
Dům U Krucifixu, někdy nazýván též U barvířů či U Burianů je renesanční budova, v době baroka rozšířena o další patro. Jedná se pravděpodobně o nejstarší stavbu ulice. Zároveň se jako jediný z objektů ulice zachoval na snížené úrovni.
V domě U Krucifixu žil a roku 1980 zemřel básník Vladimír Holan, jak dokládá pamětní deska umístěna na fasádě domu. Žil zde se svojí ženou Věrou a dcerou Kateřinou od konce 60. let.

### Dům U Hellerů (čp. 98) – U lužického semináře 20
Dům U Hellerů, někdy též U Hallerů či U Hájků, je vrcholně barokní stavba z 1. poloviny 18. století na základech renesančního domu, v 19. století upravena klasicistně.

### Dům U Bílého čápa (čp. 99) – U lužického semináře 22
Pozdně klasicistní dvoupatrový řadový dům, který vznikl v letech 1808–1823 podle návrhu Ignáce Palliardiho přestavbou původně renesančního domu ze 2. poloviny 16. století.

### Malý Jelenovský dům (čp. 100) – U lužického semináře 24
Na místě stál již před rokem 1620 pozdně renesanční dům, který byl na konci 17. století od základu přestavěn v období raného baroka. Na konci 19. století bylo přistavěno dvorní křídlo a upraveno hlavní průčelí. Architektonicky hodnotná novobarokní fasáda zůstala stavbě dodnes.
Po levé straně domu vede soutka, která je známá jako tzv. nejužší pražská ulička.

### Hergetova cihelna (čp. 101) – U lužického semináře 26, Cihelná 2
Jedná se o bývalou barokní cihelnu tvořící komplex více jednotlivých budov, kterou zde uvedl do provozu roku 1781 její majitel Franz Leonard Herget. Roku 1796 došlo k radikální přestavbě hlavní uliční budovy, kterou vedl architekt Josef Zobel. Ve stylu pozdního klasicismu byla upravena v polovině 19. století podle plánu Kašpara Předáka, na konci téhož století byla doplněna o novorenesanční detaily. V městském prostoru vytváří cihelna zajímavý prvek, jednotlivé budovy mají vlastní architektonickou hodnotu.

### Dům U Tkalců (čp. 104) – U lužického semináře 28, Cihelná 1
Původně renesanční, barokně rozšířený dům na nepravidelném půdorysu. V 50. letech 20. století prošel radikální rekonstrukcí, která výrazně pozměnila předchozí charakter stavby, zůstal jen základní obrys masivní zdi.

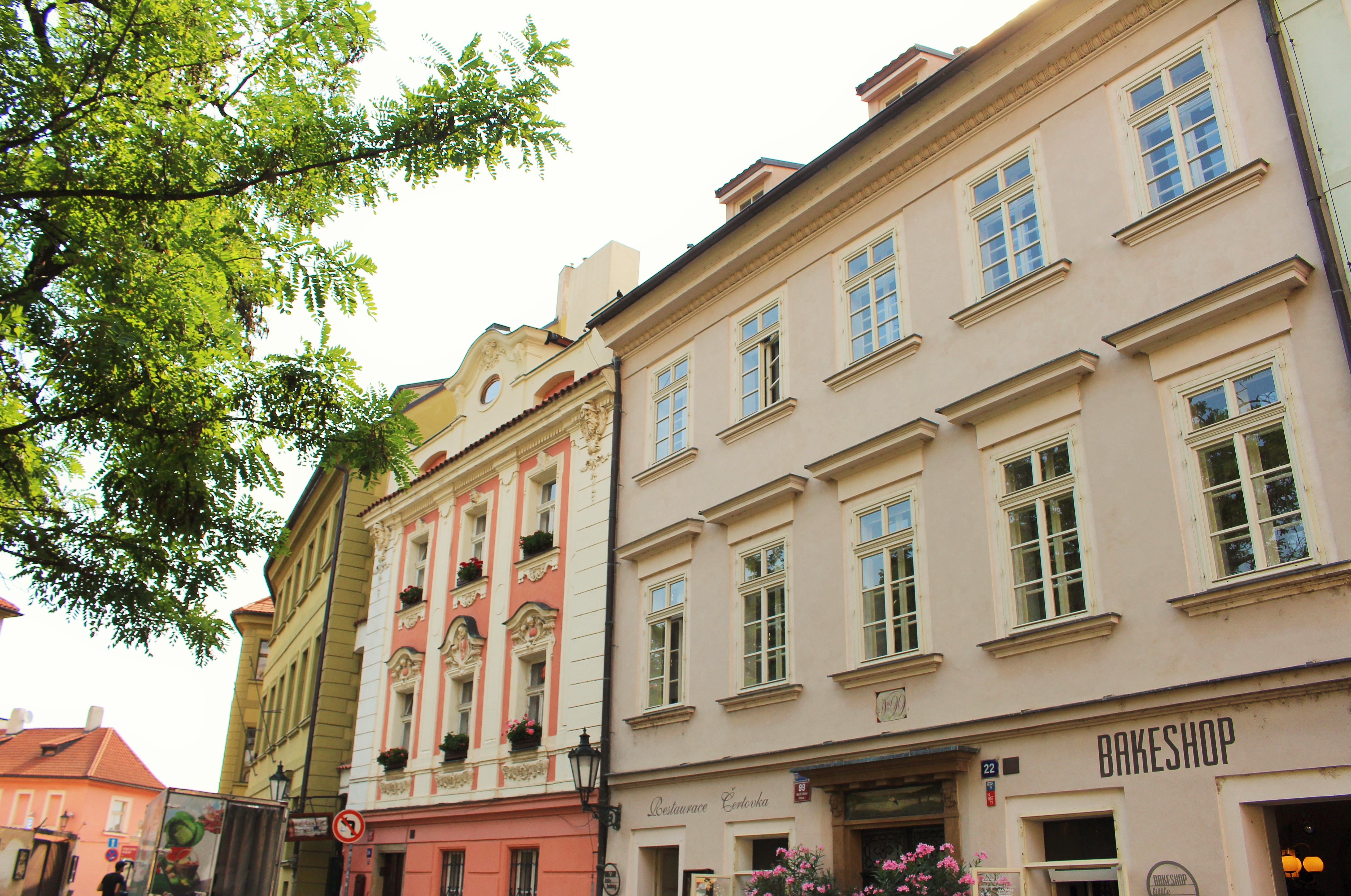
Pohled (zprava) na dům U Bílého čápa, Malý Jelenovský dům a Hergetovu cihelnu v ulici U lužického semináře

### Činžovní dům (čp. 105) – U lužického semináře 30
Pozdně klasicistní novostavba ze 30. let 19. století s fragmenty starších (patrně barokních) konstrukcí v přízemí. Roku 1992 byla upravena na hotel, který je zde stále v provozu.

### Činžovní dům (čp. 106) – U lužického semináře 32
Prvotně renesanční, barokně rozšířený domek, který byl v roce 1853 zbourán a na jeho místě vystavěn nový, pozdně klasicistní. Na počátku 20. století došlo k úpravám ve stylu secese a na konci téhož století k rekonstrukci pro ubytovací zařízení a restauraci.

### Činžovní dům (čp. 107) – U lužického semináře 34
Třípatrový dům na renesančních základech s barokním rozšířením. Dnešní podoba je výsledkem kompletní rekonstrukce v polovině 19. století v novogotickém stylu.

### Dům U Zlatého kříže (čp. 108) – U lužického semináře 36
Vrcholně barokní novostavba z 20. let 17. století podle plánu významného pražského architekta Filipa Spannbruckera. Dům má renesanční původ s barokními přestavbami, který však v roce 1720 vyhořel a na jeho fragmentech vznikl objekt nový.

### Dům U Červeného srdce (čp. 109) – U lužického semináře 38
V jádru renesanční dům, přestavěn v baroku a do dnešní podoby upraven v klasicismu. V 90. letech 20. století došlo k rekonstrukci ve prospěch restauračního zařízení. Údajně v tomto domě bydlel pražský stavitel Filip Spannbrucker, autor vedlejšího domu (čp. 108).

### Dům U Českého orla (čp. 110) – U lužického semináře 40, Cihelná 5
Dům na renesančním základu stojí na severním nároží bloku. Byl přestavěn v raném baroku a do dnešní podoby upraven klasicistně. Oproti jiným domům v ulici je výrazně nižší.

### Malostranská zbrojnice (čp. 111) – U lužického semináře 42
Čtyřkřídlá raně barokní novostavba vybudovaná v 50. letech 17. století na renesančním objektu. Dnešní klasicistní podobu nese zejména na základě přestavby z 80. let 18. století. V počátcích fungoval objekt jako zbrojnice. Když došlo k přesunutí zbrojnice na Újezd do Michnova paláce, sloužila budova v letech 1780–1789 jako donucovací pracovna. Roku 1833 prodala obec budovu cechu řezníků. Ti zde zřídili jatka, která byla v provozu do roku 1896.

### Dům U Bílé košile (čp. 112) – U lužického semináře 19
Barokní dům z počátku 18. století, na konci téhož století upraven do dnešní podoby.

### Dům U Mariánského obrazu (čp. 114) – U lužického semináře 46
Dům U Mariánského obrazu či U Růžence je spojen ze dvou klasicistních domů z 18. století. Na místě dnešních objektů stály staré zástavby poblíž kostela sv. Petra a Pavla v Rybářích, které jsou zmiňovány již v roce 1653. Roku 1829 byl pravděpodobně postaven dům po levé straně (čp. 114) a ve 40. letech přistavěn druhý (čp. 113). K drobným úpravám došlo v 80. letech 19. století a několikrát v 1. polovině století dvacátého. V roce 1946 došlo ke sloučení obou objektů, přičemž zaniklo čp. 113.

### Dům U Bílé botky (čp. 116) – U lužického semináře 48
Renesanční dům z 1. třetiny 17. století byl upraven v baroku. Stával v bezprostřední blízkosti kostelíku sv. Petra a Pavla v Rybářích. V 70. letech 20. století byl radikálně přestavěn podle plánu Ing. Matašovského pro herečku Slávku Budínovou, která v tomto domě až do své smrti v roce 2002 bydlela. Od roku 2018 probíhá rekonstrukce ve prospěch soukromé společnosti, která zde chce otevřít své sídlo a muzeum výroby ovocných destilátů.

### Dům U Zlaté lodi (čp. 118) – U lužického semináře 23, Letenská 1
Renesanční dům z 1. poloviny 17. století. Přestavbami prošel ve 20. letech 20. století, kdy byl upraven západní trakt, změněna fasáda domu a zbořena klenba v přízemí, a v 90. letech 20. století. Tehdy došlo k zastřešení dvorních pavlačí, výstavbě výtahu, vytvoření ocelové konstrukce pavlačí a schodiště ve dvoře, ke snížení výšek v 1. patře a výstavbě 2. patra v asymetricky řešené nové střeše směrem do dvora. Symbolem budovy jsou nepochybně barokní malované stropy s barevnou ornamentikou, ale i emblém zlaté lodi na fasádě domu, který byl však v roce 1994 odcizen a později nahrazen kopií.

## Literární život v ulici U lužického semináře

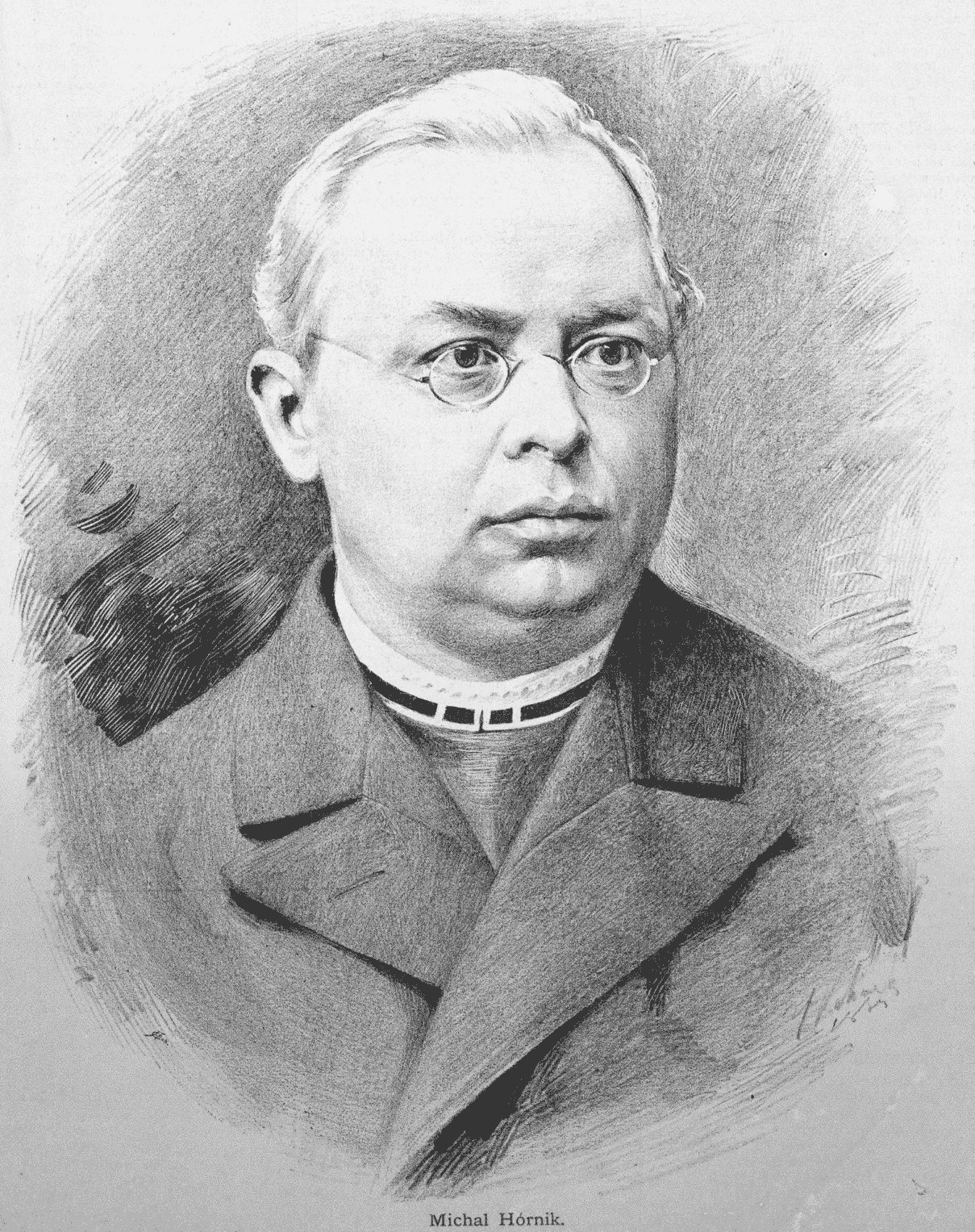
Lužický teolog a spisovatel Michał Hórnik

### Lužičtí Srbové
Se vznikem Lužického semináře v Praze přišla do Čech řada intelektuálů z Horní Lužice, kteří v Praze studovali a mnohdy navázali přátelské styky s českými spisovateli i vědci, mezi které patřili Jan Neruda, Václav Hanka, Josef Dobrovský, Karel Jaromír Erben nebo Jan Evangelista Purkyně.
Z Lužických Srbů působících v Praze je zřejmě dodnes nejznámější teolog, spisovatel, lužickosrbský buditel a vydavatel časopisu Łužičan Michał Hórnik, podle kterého nese jméno Hórnikova lužickosrbská knihovna sídlící v budově Lužického semináře, shromažďující zejména sorabika, tedy literaturu spojenou s Horní Lužicí. Navázání lužickosrbských a českých styků dokládá např. Hórnikova báseň Pomněnka na hrob Václava Hanky, ve které vzpomíná na Václava Hanku.
Dále z Lužických Srbů v Praze vynikl Jakub Bart-Ćišinski, který v Praze vystudoval gymnázium a teologii. Proslul jako lužickosrbský básník a dramatik.
V Praze působil taktéž Jan Ćěsla. V Praze vystudoval medicínu, na poli literatury proslul jako básník vlasteneckých veršů i epickými skladbami (Král Srbů; Král Přibyslav). Největší přínos však patrně zaznamenal v oblasti překladatelství, jelikož do lužické srbštiny přeložil Klicperovu veselohru Rohovín Čtverrohý, která byla sehrána v roce 1862 jako první divadelní hra Lužických Srbů v historii.

### Anna Holinová

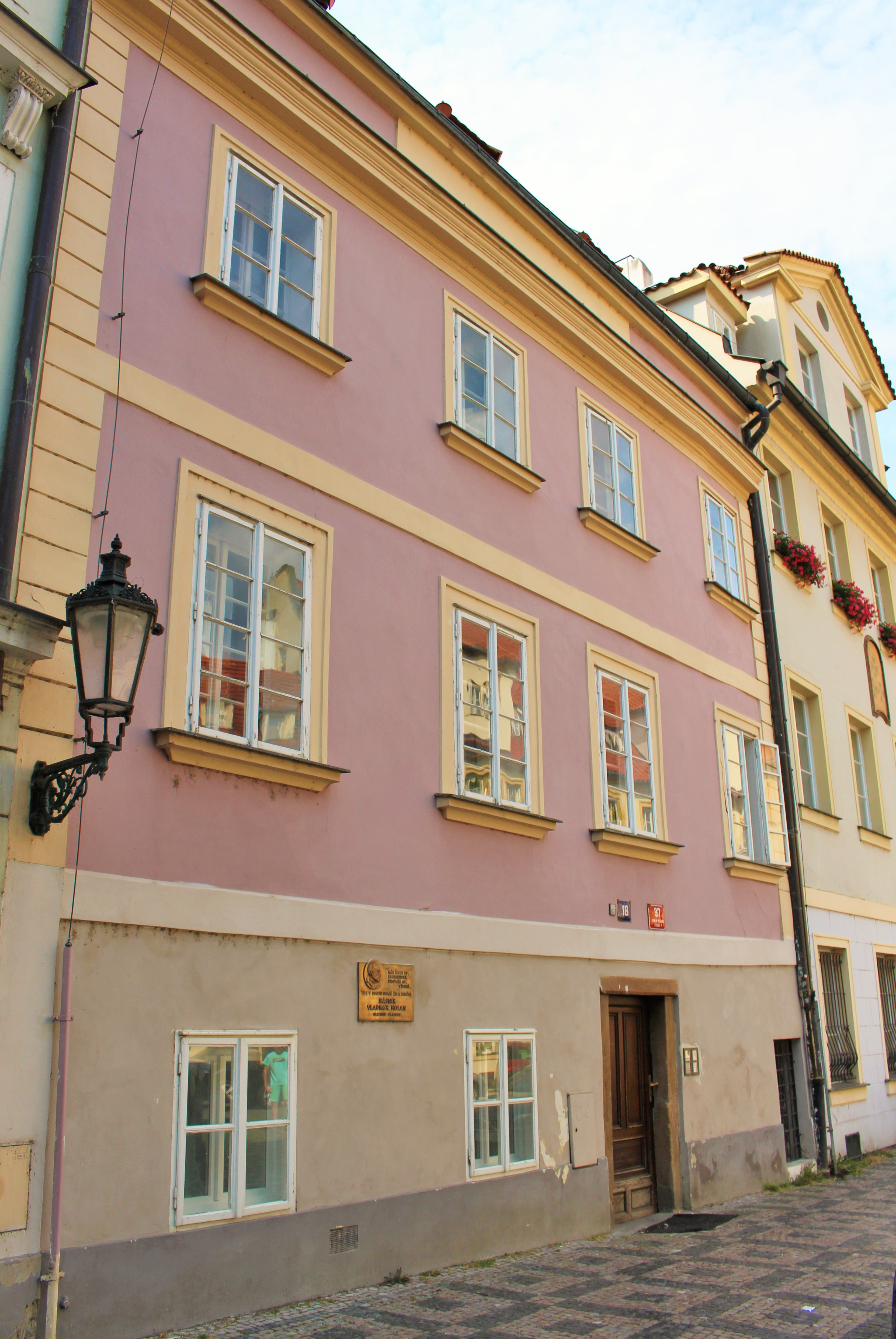
Dům U Krucifixu

V Domě U Tří zelených křížků (U lužického semináře 16) bydlel František Holina, zručný kaligraf. Jeho dcera Anna Holinová byla první láskou Jana Nerudy, který do tohoto domu velice často docházel. U Holinů se scházela vybraná literární společnost, kromě Jana Nerudy kupříkladu Václav Hanka, Karel Jaromír Erben, ale i Božena Němcová, která byla údajně pro Annu velkým vzorem.
"Na čísle 65-18 jsou posud tři zelené křížky. Mimo stavitele, kominíky a j., jinak jinde pověděno, k nám z Vlach přicházeli též barvíři; zde posud Fr. Ferramonti. Zde bydlil výborný kaligraf, komorník generála křižovnického Fr. Holina (otec Anny, lásky Nerudovy) a u něho r. 1853 se scházeli vlastenci a spisovatelé Hanka, Erben, Krolmus, Patera, Neruda, Němcová, Heyduk, Barák a j. (viz Čermák, Květy 1895 str. 29.)" 

### Časopis Budoucnost
V domě čp. 12 fungovala v letech 1874–1878 redakce časopisu Budoucnost, jednoho z prvních dělnických periodik. Mezi zakladatele patřili Ladislav Zápotocký, který v ulici U lužického semináře také bydlel v čp. 95 a Josef Boleslav Pecka Strahovský.

### Vladimír Holan
Od roku 1968 do své smrti roku 1980 zde žil básník Vladimír Holan, a to v domě U Krucifixu (U lužického semináře 18).